# Paleolit środkowy
Środkowy paleolit – odnosi się do charakterystycznych wyrobów kulturowych spotykanych na terenie zachodniej Eurazji. Odpowiednikiem dla tego terminu, w odniesieniu do terenów afrykańskich, jest Środkowa Epoka Kamienia (MSA – Middle Stone Age). Proces przechodzenia od aszelskiej tradycji technologicznej do Środkowej Epoki Kamienia znanej z terenów afrykańskich trwał od ok. 300 do 200 tys. lat temu zaś koniec MSA wyznacza okres między 50 a 20 tys. lat temu.
W okresie MSA broń miotana – oszczepy – coraz częściej wyposażana była w ostrza liściowate jak i specjalnie odbijane odłupki o wcześniej zamierzonym trójkątnym kształcie które służyły jako groty. Zastosowanie kamiennych grotów znacznie zwiększało efektywność podejmowanych przez człowieka działań łowczych. W okresie MSA w zasadzie niepoświadczone jest stosowanie padlinożerstwa, zaś śladów zorganizowanych polowań ludzkich dostarcza wiele stanowisk, tj. Klasies River Mouth w Południowej Afryce. Na stanowisku tym znaleziono szczątki bowida którego zabito za pomocą broni wyposażonej w kamienny grot. Kolejną cechą MSA jest rozwój narzędzi wykonywanych z kości i kościanych ostrzy broni miotanej grotów i harpunów. Na stanowisku Klasies River Mouth oraz w jaskiniach Border i Montagu odkryto właśnie tego typu zbrojniki, datowane na okres między 80 a 66 tys. lat temu. Na stanowisku Katanda (Demokratyczna Republika Konga) odkryto szereg płaskich ostrzy i harpunów datowanych na ok. 80 tys. lat temu. Na stanowisku Katanda odkryto szczątki dużych ryb słodkowodnych oraz szczątki większych ryb z gatunku Clarias, do których upolowania najprawdopodobniej używano wspomnianych wyżej harpunów. Innowacją technologiczną w okresie trwania MSA jest pojawienie się technologii wiórowej, w wyniku stosowania której otrzymywano wydłużone odłupki o równoległych bądź zbieżnych krawędziach.
Do zasadniczych zmian dochodzi również w strategii pozyskiwania surowców niezbędnych do produkcji narzędzi kamiennych. W okresie trwania kultury aszelskiej narzędzia produkowano głównie z surowców lokalnych, natomiast narzędzia, do których użyto surowców pozyskiwanych z dalszych odległości (do 40 km), stanowiły 0,1% wszystkich wytworów kamiennych. Na stanowiskach Środkowej Epoki Kamienia poświadczona jest obecność narzędzi wykonanych z surowców pochodzących z odległości ponad 120 km, a udział artefaktów wykonanych z tych surowców może przekraczać 90% wszystkich wyrobów kamiennych.
W Środkowej Epoce Kamienia na stanowiskach Mumbwa (Zambia) w celowo uformowanej konstrukcji kamiennej znaleziono szczątki ludzkie. Podobne znalezisko odkryto na stanowisku na górze Taramsa obok miasta Kina (Egipt): odkryto szczątki dziecka datowane na 80–50 tys. lat temu. Są to pierwsze intencjonalne ślady pochówków ludzkich.
W jaskini Border odkryto paciorki wykonywane ze skorupek jaj strusich, których wiek określany jest na ok. 105 tys. lat temu. Paciorki wykonywane z tego samego materiału odkryto w Jaskini Ognisk oraz na stanowisku Nswatugi w Zimbabwe. Ich wiek wyznaczają daty od 52 do 42 tys. lat temu. W jaskini Border odkryto także ozdoby wykonane z muszli mięczaków morskich (gatunku Comus).
- Do lat 70. XX wieku środkowy paleolit identyfikowano z kompleksem przemysłów mustierskich zamkniętym w przedziale chronologicznym od 120 do 40 tys. lat temu. Dzisiejsze badania zmieniają takie rozumienie terminu środkowy paleolit, gdyż początek technologii typowych dla przemysłów mustierskich rozpoczyna się ok. 350–300 tys. lat temu. W związku z tym w środkowym paleolicie wydzielane są dwie fazy:

1 – wczesny środkowy paleolit, zamknięty w przedziale między 350/300 a 120 tys. lat temu.
2 – młodszy środkowy paleolit, którego początek przypada ok. 120 tys. lat temu, zaś jego koniec to okres ok. 40/30 tys. lat temu.
W środkowym paleolicie mamy do czynienia z początkami organizacji grup ludzkich. Proces ten może poświadczyć analiza stanowiska Bilzingsleben znajdującego się na terenie Turyngii (wsch. Niemcy). Na stanowisku tym, datowanym na okres 340–280 tys. lat temu, wydzielić można kilka stref funkcjonalnych, strefę obróbki narzędzi kamiennych, miejsce wyrzucania odpadków, miejsca eksploatacji środowiska wodno-lądowego oraz centralny brukowany plac, na którym odkryto obecność szałasowych form mieszkalnych.
Okres środkowego paleolitu wiąże się z rozwojem obiektów mieszkalnych, które zaczęto wykonywać z coraz lepszych materiałów. Punkty osadnicze lokalizowane były na zbiegu różnych ekosystemów, co umożliwiało wydajniejsze korzystanie z zasobów środowiskowych. W Europie poświadczonych jest pięć głównych typów obiektów mieszkalnych:
1 – obstawy kamienne lokalizowane na terenach otwartych, np. stanowisko Vilas Ruivas (Portugalia), jak i pod nawisami skalnymi, np. Jaskinia na Biśniku – Polska.
2 – jamy-półziemianki Combe Capelle (Francja), czasami pokryte konstrukcją drewnianą – Combe Grenal (Francja).
3 – bruki kamienne, na których rozmieszczane były konstrukcje z zadaszeniem, np. stanowisko Baume Bonne (Francja).
4 – konstrukcje drewniane lokalizowane pod nawisami skalnymi – Písečný vrch/Bečov (Czechy).
5 – konstrukcje, do których wzniesienia użyto surowca kościanego, np. stanowisko Mołodowo (Ukraina).
W okresie rozwoju środkowego paleolitu w Europie poświadczona jest obecność stanowisk, na których myśliwi przeprowadzali selekcje gatunkową i wiekową zabijanych zwierząt (np. stanowisko Mauran (Francja) datowane na okres 200–100 tys. lat temu). Stanowiska o podobnym charakterze znane są również z terenów dzisiejszej Polski – stanowisko Zwoleń koło Radomia. Zapewne z troski o reprodukcję stad łowcy polowali głównie na jednostki młodsze i dojrzałe z przewagą samców.
Łowcy środkowopaleolityczni wykorzystywali topografię terenu w celu tworzenia naturalnych pułapek na zwierzynę, co poświadczone jest m.in. na stanowisku w Zwoleniu koło Radomia, gdzie szczątki zabijanych koni znajdowały się w kopalnej dolinie.
Na stanowisku Schoningen w okolicach Hanoweru odkryto trzy okazy broni miotanej wykonanej z drewna świerkowego; wiek tych okazów szacuje się na ok. 400 tys. lat temu, w związku z czym są to najstarsze egzemplarze włóczni drewnianych na świecie. W środkowym paleolicie dochodzi do stałego postępu technologicznego, który wyraża się przez upowszechnienie się techniki wiórowej oraz standaryzację surowców używanych do produkcji narzędzi, jak i standaryzację typów tych narzędzi.
Kolejnych rewolucyjnych informacji dostarczają badania izraelskiego antropologa Barucha Arensburga, który po analizie szczątków neandertalczyka pochodzących z jaskini Kebra (Izrael) stwierdził występowanie dobrze zachowanej kości gnykowej niezbędnej w wydawaniu artykułowanych dźwięków przez człowieka współczesnego. Wyniki badań Arensbuurga radykalnie zmieniły poglądy badaczy, którzy wcześniej przypisywali umiejętność posługiwania się mową jedynie człowiekowi współczesnemu.
O umiejętności abstrakcyjnego myślenia przez neandertalczyków mogą poświadczać znaleziska z jaskini Morin znajdującej się w Hiszpanii, gdzie odkryto kości oraz kamienie zaopatrzone w nacięcia, które układają się w symetryczne wzory. Kolejnym przejawem abstrakcyjnego myślenia neandertalczyków są analizy ich pochówków. Na stanowiskach La Ferrassie i Le Moustier (departament Dordogne) poświadczona jest obecność celowo wykopanych jam o kształtach zbliżonych do prostokąta bądź o zarysie owalnym. Szczątki neandertalczyków ułożone były w pozycji wyprostowanej bądź skurczonej. Na stanowisku Le Moustier jama grobowa nakryta była płytami kamiennymi.